# Prószék
Prószék (szlovákul Prosiek) község Szlovákiában, a Zsolnai kerületben, a Liptószentmiklósi járásban.

## Fekvése
Liptószentmiklóstól 12 km-re északnyugatra, a Liptói víztározó északi partja közelében, a Prószéki-völgy kijáratánál fekszik.

## Története
Területe az újkőkortól kezdve folyamatosan lakott volt. Határában a vonaldíszes kerámiák népének, a puhói kultúrának, valamint hallstatti, La Tène-i és római kori települések nyomait találták meg. Egykor szláv telep is volt a Hrádek tövében.
A falut a 13. században a közeli Szielnic lakói telepítették, több birtokosa is volt. 1287-ben már említik a Prószéki-patak és Szielnic között fekvő falut, név szerint azonban csak 1352-ben „Prezeky” alakban szerepel az írott forrásokban. 1353-ban „Prozyk”, 1391-ben „Prozek” néven említik. 1391-ben a Joób és Kubinyi családok birtoka. 1784-ben 20 házzal és 171 lakossal a Joób, 23 házzal és 194 lakossal a Kubinyi családok osztoztak rajta.
A 18. század végén Vályi András így ír róla: „Jób Proszek, Kubinyi Proszek. Két falu Liptó Vármegyében; földes Ura amannak Jób Uraság; ennek pedig Kubínyi Uraság, lakosaik katolikusok, és másfélék, fekszenek Sz. Annához közel, mellynek egygyik filiája, legelőjök elég van, és fájok tűzre; de mivel földgyeiknek egy része sovány, hegyes, azért nehezen is míveltetnek, épűletre fájok nints, második osztálybéliek.”
1828-ban 58 házában 536 lakos élt, akik főként mezőgazdasággal foglalkoztak.
Fényes Elek 1851-ben kiadott geográfiai szótárában így ír a faluról: „Prószek (Jób és Kubinyi), két egymás mellett lévő tót falu, Liptó vmegyében, 104 kath., 407 evang., 5 zsidó lak. – Szép erdő; sovány föld. Kath. filial szentegyház. Ut. p. Berthelenfalva.”
A 19. század közepén csatolták hozzá Alsó- és Felsőadjel falvakat. A trianoni diktátumig Liptó vármegye Németlipcsei járásához tartozott.
1974-ben a hozzácsatolt falvakat elnyelte a víztárózó feltöltésekor annak vize.

### Alsóadjel, Felsőadjel
Egykor hozzá tartozott a víztározó vizével elöntött Alsó- és Felsőadjel falu. A két települést 1735-ben „Zadiel” néven említik először. Birtokosai az Andaházy, Joób és Schlachta családok voltak. 1784-ben 13 házában 62 lakos élt.
A 18. század végén Vályi András így ír róla: „ZADIEL. Tót falu Liptó Várm. földes Urai több Urak, fekszik Tarnócznak szomszédságában, mellynek filiája; határja néhol sovány.”
Fényes Elek 1851-ben kiadott geográfiai szótárában így ír a falukról: „Zagel (Alsó-), máskép Bölcsháza, Liptó vm. tót falu, 6 kathol., 28 evang., 3 zsidó lak. Ut. p. Okolicsna.”; „Zagel (Felső-), Liptó m. tót falu, 6 kath., 37 evang. lak. Fürészmalom. Derék erdő. F. u. Jób.”
A 19. század közepén egyesítették Prószékkel. 

## Népessége
| Év:            | 1994. | 2004.   | 2014.   | 2024.    |
| -------------- | ----- | ------- | ------- | -------- |
| Emberek száma: | 205   | 192     | 194     | 244      |
| Eltérés:       |       | -6,34 % | +1,04 % | +25,77 % |

| Év:            | 2023. | 2024.   |
| -------------- | ----- | ------- |
| Emberek száma: | 238   | 244     |
| Eltérés:       |       | +2,52 % |

1910-ben 367, túlnyomórészt szlovák lakosa volt.
2001-ben 199 lakosából 196 szlovák volt.
2011-ben 197 lakosából 189 szlovák.

## Nevezetességei
- Portugáliai Szent Erzsébetnek szentelt római katolikus templomát a 14. század elején gótikus kápolnának építették, később reneszánsz stílusban átalakították, majd bővítették és 1880-ban neoklasszicista homlokzatot kapott.
- Kastélya a 16. században épült reneszánsz stílusban, a 19. században klasszicista stílusban újították fel.
- Határában fekszik Szlovákia legszebb és leglátogatottabb völgye: a Prószéki-völgy, melyet különféle alakzatú sziklaszirtek, vízesések és barlangok szegélyeznek.

## Külső hivatkozások
- Községinfó
- Prószék Szlovákia térképén
- E-obce Archiválva 2008. március 5-i dátummal a Wayback Machine-ben